# An-30 (航空機)
アントーノフ An-30/Антонова Ан-30
オープンスカイ条約に基づき運用されているロシア空軍のAn-30
- 用途：観測、偵察、輸送
- 分類：観測機、偵察機
- 設計者：ベリエフ設計局
- 製造者：アントーノフ設計局
- 運用者：ソビエト連邦他
- 初飛行：1967年8月21日（AN-24FK）[1]
- 生産数：123機
- 運用状況：現役

An-30（ロシア語: Ан-30）は、ソビエト連邦（ウクライナ）の観測機。偵察機・輸送機としても運用されている。アントーノフ設計局のAn-24を原型機としている。NATOコードネームは、「クランク」（Clank）。

## 開発
アントーノフ設計局は、航空地図作成を目的としてAn-24の観測機型An-24FKとして開発した。FKは、写真による地図作成を意味する「fotokartograficheskiy」に由来する。
機体前方の設計変更が行われ、An-24よりも良好な視界を得られるコックピット、ガラス張りの機首、胴体下方にカメラの追加が行われた。この設計変更が認められ、An-30という新たな名称が与えられた生産型は、1971年よりキエフの工廠で生産が開始され、同年には最初の生産型が完成した。
1975年、パリ航空ショーで展示され、この時に与えられたNATOコードネームがクランクである。1980年には生産が完了している。

## 特徴
乗員は、An-24の4名から増加し7名となった。カメラなどを運用するオペレーター2名の席が増設され、食料庫や休憩用の座席も設けられた。「ベランダ」というあだ名を持つ、機首の観測スペースへの移動は、機内を這って進まねばならなかった。このスペースを設けたことで、レーダーは取り除かれ、あらたに小型のドップラー・レーダーが装備されたが、性能的に不十分であったため、一部の機体にはGroza-M30 レーダーが追加装備された。
胴体には撮影用の窓が設けられ、不要時には閉じることでひび割れの防止や、離着陸時に巻き上げる小石などからの防御が可能であった。右前方の大型のドアは維持され、機材の積み卸しに活用された。機体側面の窓は、An-24や試作型のAn-24FKと異なり、An-32と同様にその大半が存在しなかった。
カメラは、3機が機体中心下部に直線に配され、2機がそれぞれ28度の角度で取り付けられていた。高度2,000-7,000mの範囲で、20万分の1-1,500万分の1までの解像度で撮影が可能であった。

## 型式
An-24FK
試作機。
An-30A
民間型。アエロフロート65機、政府機関6機、輸出18機を製造。
An-30B
ソ連空軍向けの型。チャフディスペンサーを装備。偵察機としても運用された。
An-30D
シビリャーク（Сибіряк）と呼ばれる長距離型。An-30を改造して5機が製造され、排他的経済水域の監視や輸送に用いられた。
An-30FG
チェコスロバキア空軍向けの発展型。
An-30M
気象制御目的の散布装置搭載型。（Метеозащіта、Meteozashchita）と呼ばれる。
An-30R
放射線観測機。チェルノブイリ原子力発電所事故に出動した。
An-30-100
ソビエト連邦の崩壊後、An-30を改造して製造されたVIP輸送型。乗客20名。

## 運用
An-30Mは、人工降雨、雹による農作物の損害回避などの気象制御に用いられた。式典時の晴天演出も任務とし、メーデーや1997年9月のモスクワ850年記念式典などが知られている。
アフガニスタン紛争に際しては、1982年から航空写真による地図作成を行い、1機が損傷を受けた後墜落した。また、キューバの保有機は、1987年にアンゴラで活動を行っている。

## 喪失
2011年までに、運用中に2機が失われている。
1985年3月11日、ソ連空軍のAn-30Bがアフガニスタンのカブール国際空港の北25km付近で、地対空ミサイルにより被弾、エンジンに損傷を負い着陸に失敗して2名が死亡した。
1992年3月22日、ミャチコヴォ・アヴィア（Myachkovo Avia）の機体がニジネヤンスク（en:Nizhneyansk）の西53km付近でオートパイロットの操作ミスにより空中分解を起こし、川に墜落した。乗員乗客10名全員が死亡した。

## 要目
出典
- 乗員：7（機長、副操縦士、航法士、通信士、航空機関士、オペレーター2名）
- 全長：24.26m
- 全高：8.32m
- 翼幅：29.2m
- 機体幅：2.9m
- 翼面積：74.98m2
- 翼面荷重：306kgf/m2
- 空虚重量：15,590kg
- 最大離陸重量：23,000kg
- エンジン：イーウチェンコAI-24VT ターボプロップ2,100kW×2
- APU：ツマンスキーRU19A-300 ターボジェット8.8kN
- 最大速度：540km/h
- 巡航速度：430km/h
- 航続距離：2,630km
- 上昇限度：8,300m
- 上昇率：6,000m/17分、8,300m/42分
- 離陸滑走路長：710m（コンクリート舗装）
- 着陸滑走路長：770m

## 運用者
- ソビエト連邦

ソ連空軍、アエロフロート
- ロシア

ロシア空軍、モスコビア・エア（en:Moskovia Airlines）1機、（Lukiaviatrans）5機、ミャチコヴォ航空（Myachkovo Air Services）4機、ノヴォシビルスク航空（en:Novosibirsk Air Enterprise）3機、ポレット航空（en:Polet Airlines）3機、（Practical Geodinamics Center）3機。
- カザフスタン

2023年時点で、カザフスタン防空軍が1機のAn-30を保有している。
- ウクライナ

ウクライナ空軍、ARP 410航空が2機、ウクライナ航空が6機運用。
- アフガニスタン

1985年、アフガニスタン空軍が1機を受領している。
- キューバ

キューバ空軍
- スーダン

スーダン空軍にAn-30A-100が1機存在している。
- チェコスロバキア

チェコスロバキア空軍
- チェコ

チェコ空軍が保有。2003年退役。
- 中華人民共和国

中国人民解放軍空軍が7機を運用している。中国民用航空局が1機運用。
- ブルガリア

2024年時点で、ブルガリア空軍が1機のAn-30を保有。
- ベトナム

ベトナム空軍、ベトナムエアサービスが1機運用。
- モンゴル

モンゴル空軍、MIAT モンゴル国営航空が1機運用。
- ルーマニア

ルーマニア空軍が1976年に1機目を受領している。合計3機、現存1機。
軍用機以外の出典は、Flight International, 3–9 October 2006による。